# Николай Можайски
Николай Можайски е руска вариация на традициите в изобразяването на св. Николай Чудотворец. Този образ се е превърнал в един от най-често срещаните и обичани в Русия.
Според легендата по време на обсадата на град Можайск от монголите през XIV век жителите се молели на свети Николай, който се явил като огромна фигура, държаща меч в дясната ръка и миниатюра на град Можайск в лявата ръка. След като видели такова ужасяващо видение, монголите се оттеглили. Благодарните граждани възпроизвели видения образ на свети Николай с дървен паметник. Мотивът става популярен сюжет за руски икони и висок релеф.
Първите споменавания на Николай Можайски се срещат в паметниците на руското народно творчество: епосите „Синът на Ванка Удовкин“, „Михайло Потик“ и „Садко“, чието действие се развива през XII – XIII век. В същото време трябва да се има предвид, че текстовете на тези епоси са записани едва през XIX век и може да съдържат по-късни допълнения. Самият Николай Можайски се споменава за първи път в хрониките едва през 1231 г. (а първото доста надеждно споменаване датира от 1277 г.), въпреки че археолозите разкриват съществуването на укрепления на територията на Можайския кремъл, датиращи от XII век.
През 2015 г. град Мценск отбелязва 600 години от кръщението на града, като създава поредица от ордени за хора със заслуги към града, с образа на Николай Можайски.

## Галерия
- Николската кула след френското отстъпление, върхът на кулата е разрушен, но иконата оцелява
- Кремълска икона на Свети Николай Можайски след Октомврийската революция през 1917 г.
- Икона на Свети Николай Можайски, XVI – XVII век
- Икона „Свети Николай Можайски и неговото житие“
- Свети Николай Можайски със светите мъченици Екатерина и Параскева
- Свети Николай Можайски, XVII век
- Свети Николай Можайски
- Икона на Свети Николай Можайски, 1894 г.
- Икона на св. Николай Можайски над портата на Николската кула на Московския Кремъл